# Used to Be Young (Miley Cyrus)
Used to Be Young è un singolo della cantante statunitense Miley Cyrus, pubblicato il 25 agosto 2023 come quarto estratto della riedizione digitale dell'ottavo album in studio Endless Summer Vacation.

## Descrizione
Il brano, una ballata pop, è stato scritto dalla stessa Cyrus insieme a Gregory Aldae Hein e Michael Pollack. La produzione del brano, invece, è stata curata da Michael Pollock, Shawn Everett e dalla Cyrus. 
Si tratta di una power ballad che risulta essere una riflessione su come la Cyrus sia cambiata nel corso degli anni. In merito al brano, la Cyrus ha dichiarato:

## Video musicale
Il video musicale, diretto da Jacob Bixenman e Brendan Walter, è stato reso disponibile in concomitanza del lancio del singolo attraverso il canale YouTube della cantante. A proposito del video Miley Cyrus ha raccontato:

## Tracce
Testi e musiche di Miley Cyrus, Gregory Aldae Hein e Michael Pollack.
1. Used to Be Young – 3:11

## Classifiche

### Classifiche settimanali
| Classifica (2023) | Posizione massima |
| ----------------- | ----------------- |
| Australia         | 13                |
| Austria           | 29                |
| Belgio (Fiandre)  | 6                 |
| Belgio (Vallonia) | 13                |
| Canada            | 8                 |
| Danimarca         | 25                |
| Francia           | 101               |
| Germania          | 53                |
| Grecia            | 69                |
| Irlanda           | 7                 |
| Islanda           | 18                |
| Italia            | 72                |
| Libano            | 2                 |
| Lituania          | 33                |
| Norvegia          | 12                |
| Nuova Zelanda     | 12                |
| Paesi Bassi       | 60                |
| Polonia           | 77                |
| Portogallo        | 45                |
| Regno Unito       | 12                |
| Repubblica Ceca   | 31                |
| Russia            | 105               |
| Singapore         | 29                |
| Slovacchia        | 32                |
| Spagna            | 81                |
| Stati Uniti       | 8                 |
| Svezia            | 23                |
| Svizzera          | 23                |

### Classifiche di fine anno
| Classifica (2023) | Posizione |
| ----------------- | --------- |
| Islanda           | 93        |
| Classifica (2024) | Posizione |
| Canada            | 49        |
| Estonia           | 103       |
| Islanda           | 71        |